# کاروانسرای ینگه امام
کاروانسرای ینگه امام، بنایی بازمانده از دوره صفوی است که پیشینهٔ اصلی آن، به دوره ایلخانی بازمی‌گردد و در استان البرز، شهرستان ساوجبلاغ، محله ینگه امام و در فاصلهٔ ۱۰۰ متری از جاده واقع شده و این اثر درتاریخ ۱۷ آذر ۱۳۷۷ با شمارهٔ ثبت ۲۱۷۵ به‌عنوان یکی از آثار ملی ایران به ثبت رسیده‌است.روز ۱۶ آذر که تاریخ ثبت ملی این کاروانسرا در فهرست آثار ملی ایران می‌باشد، با پیشنهاد دست‌اندرکاران شهری هشتگرد، به‌عنوان روز هشتگرد انتخاب شده تا ارزش تاریخی و فرهنگی این کاروانسرا برای شهرستان ساوجبلاغ و ایران بر همگان مشخص شود.

## ثبت در فهرست میراث جهانی
در ۲۶ شهریور ۱۴۰۲ در جریان چهل و پنجمین اجلاس کمیته میراث جهانی یونسکو در ریاض، کاروانسرای ینگه امام به‌همراه ۵۳ کاروانسرای تاریخی دیگر (جمعاً ۵۴ کاروانسرا در ۲۴ استان ایران) تحت عنوان کاروانسراهای ایرانی در فهرست میراث جهانی قرار گرفتند. این مجموعه جهانی به عنوان بیستمین و هفتمین اثر جهانی کشور ایران شناخته می‌شود.

## نگارخانه

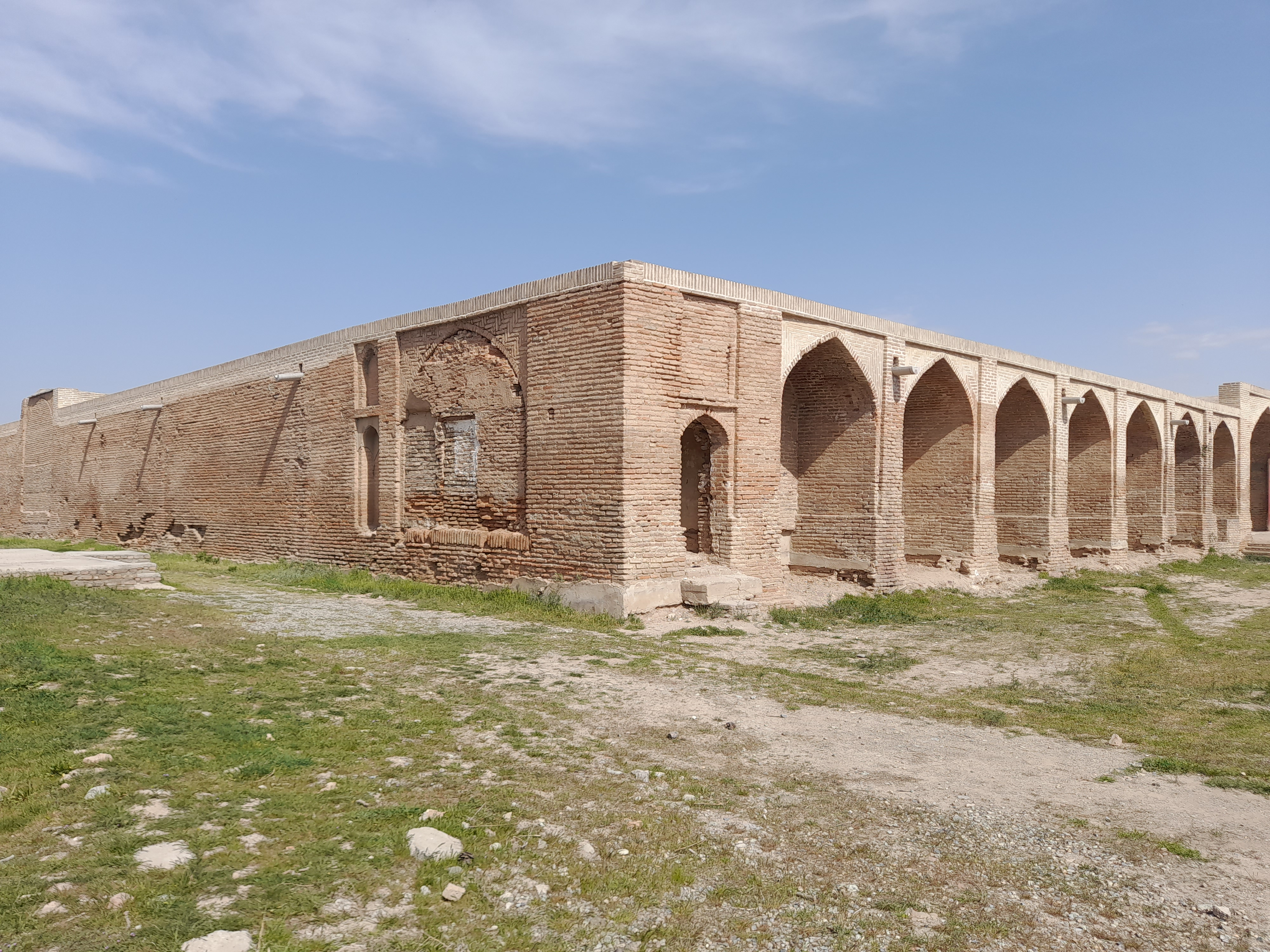
نمایی از بیرون کاروانسرا
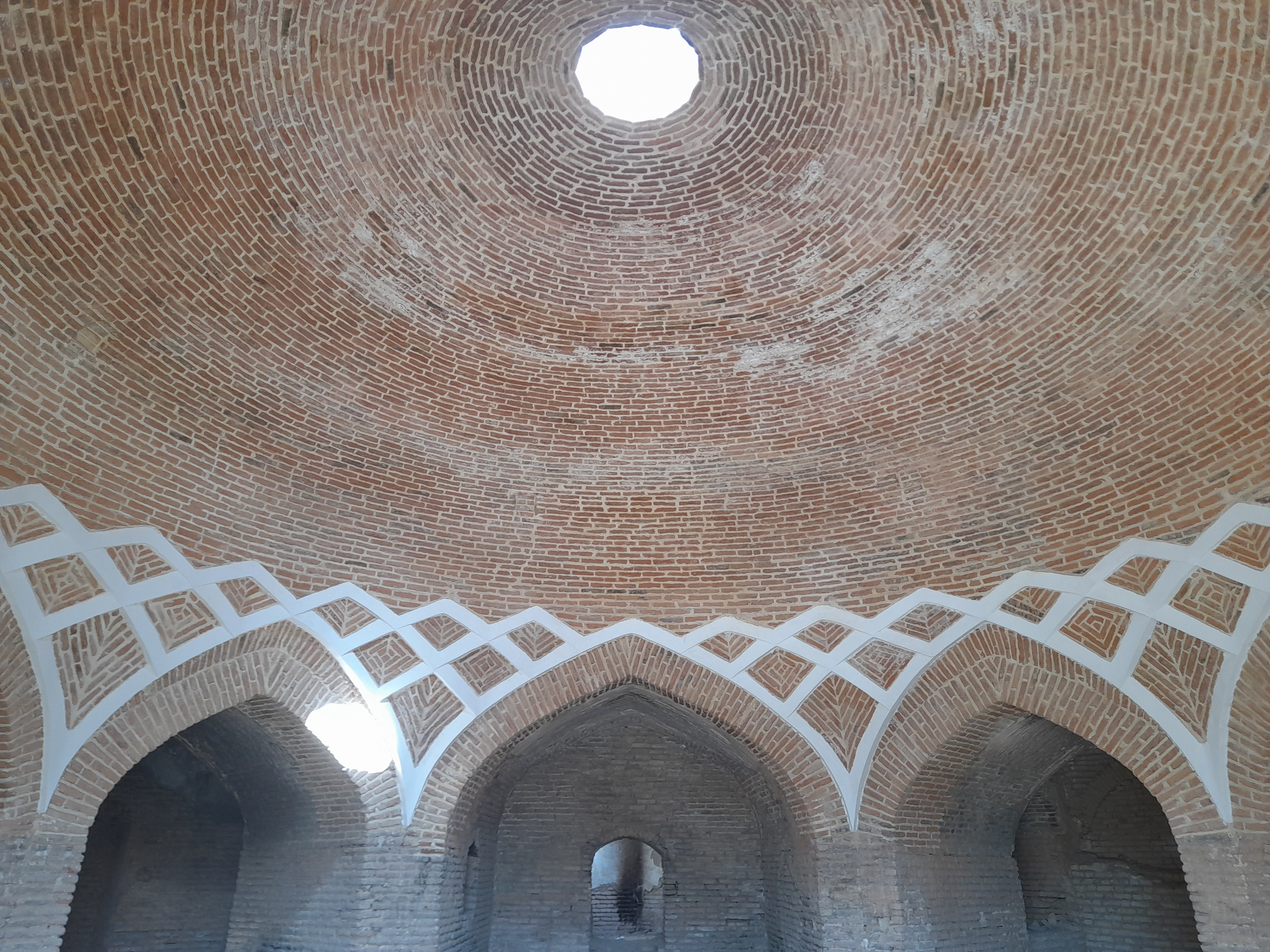
نمایی از درون کاروانسرا
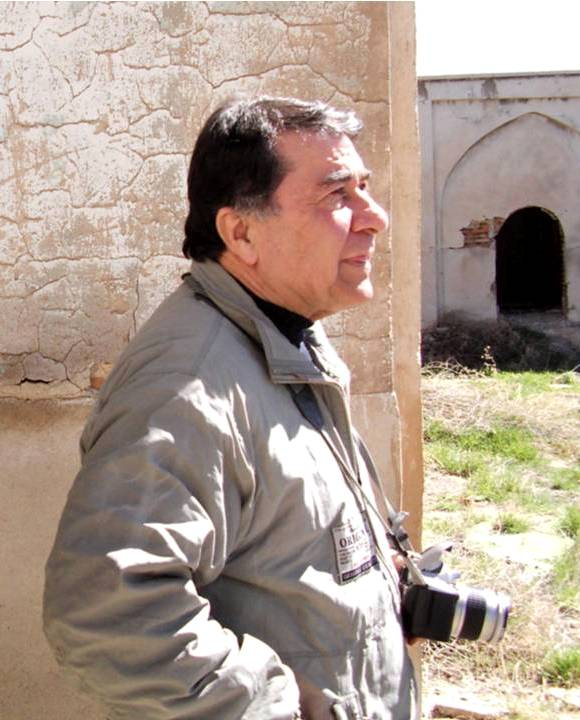
دکتر شیرازی در کاروانسرای ینگی امام